# Klaas Knot
Klaas Henderikus Willem "Klaas" Knot (nacido el 14 de abril de 1967, en Bedum) es un economista y funcionario holandés, y actual presidente del banco central holandés De Nederlandsche Bank (DNB). En esta capacidad también se desempeña como miembro del Consejo de Gobierno del Banco Central Europeo, y de la Junta de Gobernadores del Fondo Monetario Internacional. Knot también ocupa un cargo como Profesor de Estabilidad Monetaria en la Universidad de Ámsterdam y es profesor honorario de la Universidad de Groningen.

## Educación
Nudo nació en la ciudad de Bedum cerca de Groningen. Después de completar su educación secundaria (vwo) en el Andreas College en Drachten estudió economía en la Universidad de Groningen. En 1995, obtuvo un doctorado de la misma institución, con su tesis doctoral sobre las diferencias de los déficits fiscales y las tasas de interés de los bonos gubernamentales entre Estados miembros de la Unión Europea.
Está casado y tiene dos hijos. Actualmente vive en Ámsterdam, donde se sitúa la sede de De Nederlandsche Bank.

## Carrera
Después de obtener su doctorado, comenzó a trabajar como Economista Sénior de De Nederlandsche Bank en el Departamento de Política Monetaria y Económica. En 1998 dejó este cargo para convertirse en economista del Departamento Europeo del Fondo Monetario Internacional en Washington D. C. Un año más tarde, regresó a De Nederlandsche Bank, como Jefe de la Banca y de Supervisión de las Estrategias de Departamento. Tres años después, en diciembre de 2002, dejó De Nederlandsche Bank de nuevo para convertirse en el director de la Autoridad holandesa de Pensiones y Seguros, encargada de la supervisión de todos los fondos de pensiones y compañías de seguros holandeses. En 2004, dicha autoridad se fusionó con De Nederlandsche Bank, y Knot fue nombrado como Director de la División de la Política Supervisora de De Nederlandsche Bank. En 2009 dejó De Nederlandsche Bank, una vez más, para convertirse en director de los Mercados Financieros, vicetesorero general del Ministerio de Finanzas holandés.